# 高師冬

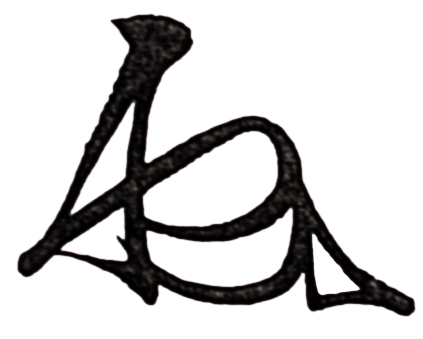
高師冬的花押

高師冬（日语：／ Kō no Morofuyu，？—1351年2月13日），南北朝時代時的北朝武將，守護大名。
高師冬的父親是高師行，後被堂兄、北朝武将高師直收養，成為其猶子。曾擔任關東管領，在關東平定南朝的動亂，後來在觀應擾亂時戰敗自盡。

## 生平
高師冬和高師直一樣是足利尊氏手下的武将。曾在建武3年（1336年）6月時參與山城國的西坂本之戰。延元3年/曆應元年（1338年）時，南朝的北畠顯家攻打京都，高師冬和養父高師直在各地作戰，曾和多名武將在青野原之戰中對抗北畠顯家，後來高師直和兄弟高師泰在石津之戰打倒了北畠顯家，北畠顯家戰死。
高師冬在延元3年/曆應元年（1338年）開始平定關東地方，第二年接續足利直義的武將上杉憲顯擔任關東管領，輔佐足利义诠（上杉憲顯後來也一起擔任關東管領），並和南朝的北畠親房、小田治久作戰（常陸合戰）。興國4年/康永2年（1343年）高師冬平定關東，因為其戰功成為武藏守護，後來也成為伊賀守護。興國5年/康永3年（1344年）將關東管領職位交給堂兄弟高重茂，在興國6年/貞和元年（1345年）供養天龍寺。
正平4年/貞和5年（1349年）時，尊氏派遣次子基氏到關東擔任鎌倉公方，高師冬和上杉憲顯一起輔佐年僅九歲的基氏。隔年在京都的高師直和足利直義開始對立（观应扰乱），高師冬和直義派的上杉憲顯也就出現衝突。高師冬在正平5年/觀應元年（1350年）戰敗，從鎌倉逃到甲斐國的須澤城（山梨縣南阿爾卑斯市大嵐），被直義派的上杉憲將和諏訪直賴的武士所包圍，隔年1月17日時，高師冬意識到無法脫逃，在當地自殺。

## 腳註
1. ↑  天野文書および肥後小代文書
2. ↑  龜田俊和 2016，第三章 関東で活躍した高師冬.